# Growing Up is Getting Old (chanson)
Chansons représentant la Bulgarie au Concours Eurovision de la chanson
Tears Getting Sober
(2020)
Singles de VICTORIA
the funeral song
(2021)
Clip vidéo
[vidéo] « Growing Up is Getting Old », sur YouTube
Growing Up is Getting Old (« Grandir c'est vieillir ») est une chanson de la chanteuse bulgare VICTORIA, sortie dans sa version actuelle le 18 février 2021. Cette chanson représente la Bulgarie lors du Concours Eurovision de la chanson 2021 qui prend place à Rotterdam, aux Pays-Bas.

## Concours Eurovision de la chanson 2021

### Sélection interne
À la suite de l'annulation du Concours Eurovision de la chanson 2020 à cause de la pandémie de Covid-19, le radiodifuseur national bulgare BNT annonce que Victoria est à nouveau la représentante de la Bulgarie pour l'édition suivante, en 2021.

### À l'Eurovision
La chanson est interprétée en deuxième partie lors de la deuxième demi-finale, le 20 mai 2021, étant donné que la répartition des pays participants aux demi-finales reste la même que celle décidée en 2020. La chanson est de nouveau interprétée lors de la finale du 22 mai 2021.